# Licí
Licí (llatí: Licinus) era un cognomen romà que es troba en diverses gens, i que a més és origen del nomen gentilicium dels Licinis, amb el qual sovint es confon. Sovint són les monedes conservades i els mateixos Fasti Capitolini els que conserven la forma correcta. En llatí, licinus era un adjectiu que es referia a algú que tenia els cabells alçats per la part anterior.
Portaren aquest cognom:
- Gens Fàbia:
  - Gai Fabi Dorsó Licí, cònsol romà el 273 aC.
  - Marc Fabi Dorsó Licí, cònsol el 246 aC i fill de l'anterior.
- Gens Clàudia:
  - Clodi Licí, historiador romà del segle i aC.
- Gens Pòrcia:
  - Luci Porci Licí, pretor el 207 aC.
  - Luci Porci Licí, cònsol el 184 aC.
  - Luci Porci Licí, duumvir el 181 aC.
  - Porci Licí, poeta romà del segle ii aC.
- Lliberts i peregrins:
  - Licí, militar grec al servei d'Antígon II Gònates.
  - Licí, esclau gal de Juli Cèsar i llibert d'august, governador de la Gàl·lia.